# Gagea chitralensis
Gagea chitralensis är en liljeväxtart som beskrevs av Syamali Dasgupta och D.B.Deb. Gagea chitralensis ingår i Vårlökssläktet och i familjen liljeväxter. Inga underarter finns listade.